# Czesław Kopański

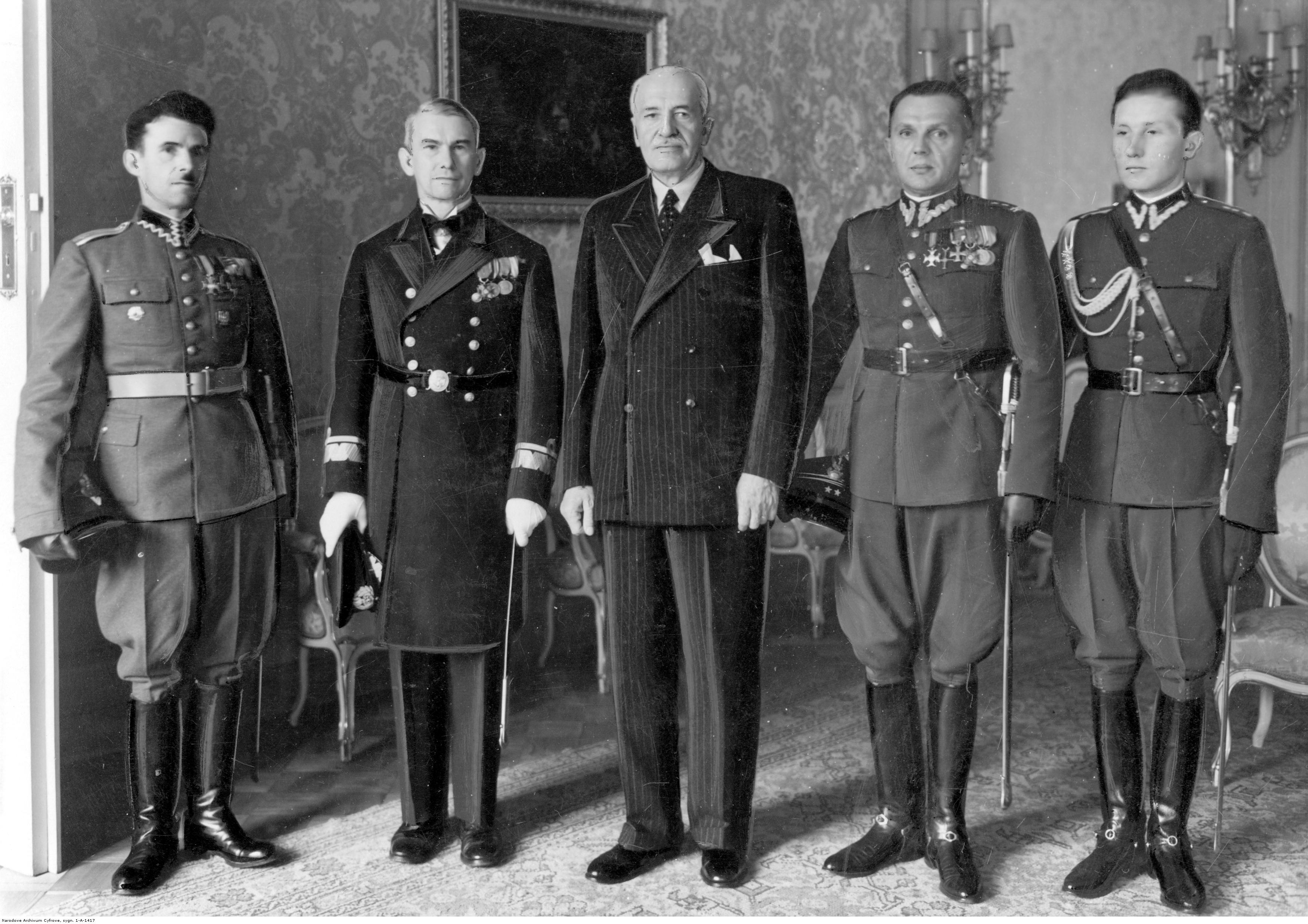
Delegacja 1 Batalionu Morskiego u prezydenta Ignacego Mościckiego; ppłk Czesław Kopański 2. z prawej

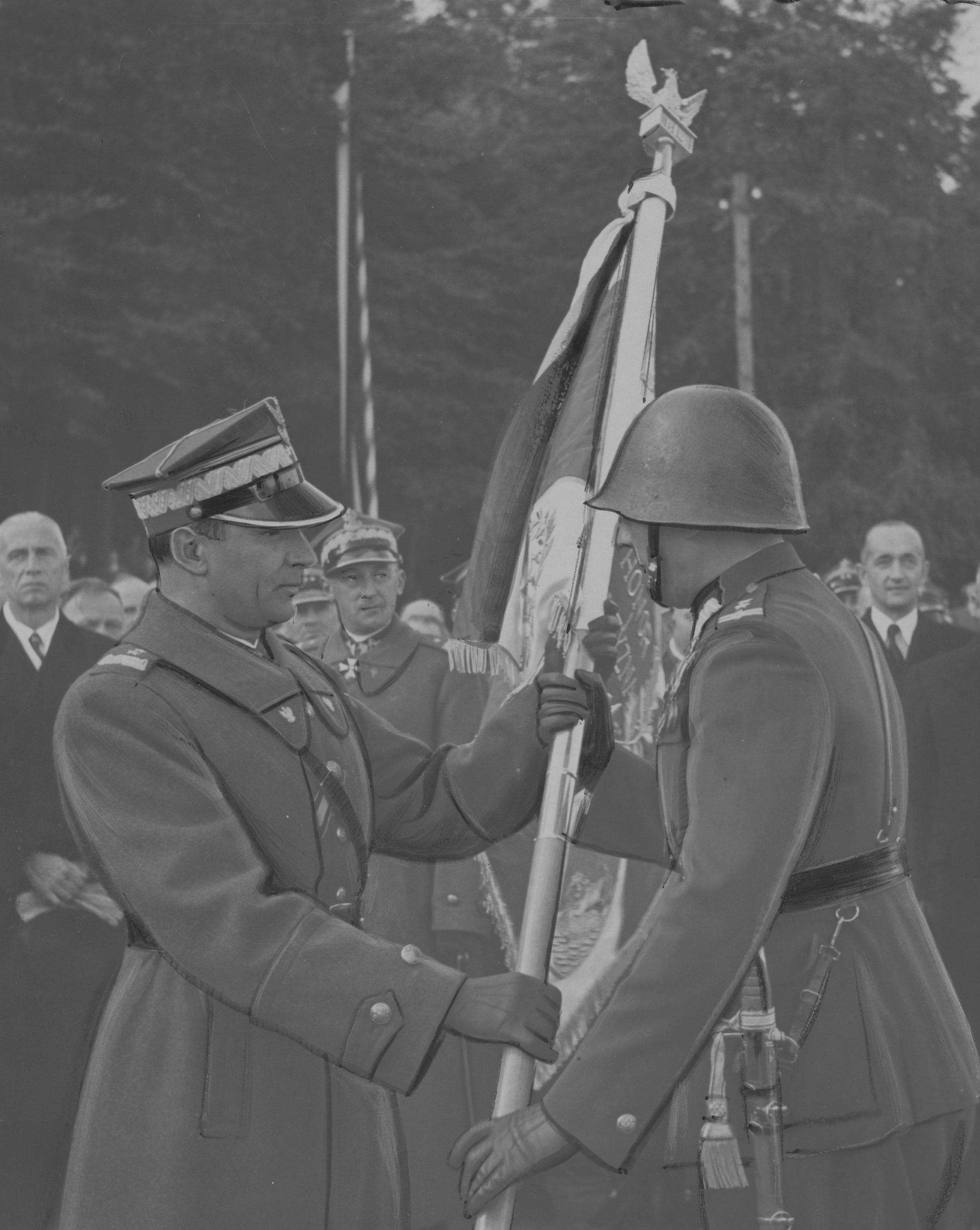
D-ca 1 Morskiego Batalionu Strzelców ppłk Czesław Kopański przyjmuje sztandar ufundowany przez społeczeństwo powiatu wejherowskiego; 17 października 1937

Czesław Henryk Kopański (ur. 13 lipca 1898 we Lwowie, zm. 2 sierpnia 1967 w Londynie) – podpułkownik dyplomowany piechoty Wojska Polskiego, kawaler Orderu Virtuti Militari.

## Życiorys
Urodził się 13 lipca 1898 we Lwowie. Do 1914 był członkiem Strzelca. W czasie I wojny światowej walczył w szeregach 5 pułku piechoty Legionów Polskich.
3 maja 1922 został zweryfikowany w stopniu kapitana ze starszeństwem z dniem 1 czerwca 1919 i 1489. lokatą w korpusie oficerów piechoty. W 1923 pełnił służbę w 72 pułku piechoty w Radomiu. W październiku 1923 został przydzielony do Departamentu Piechoty Ministerstwa Spraw Wojskowych w Warszawie.
18 lutego 1928 awansował do stopnia majora ze starszeństwem z dniem 1 stycznia 1928 i 160. lokatą w korpusie oficerów piechoty. 5 stycznia 1931 został powołany do Wyższej Szkoły Wojennej w Warszawie, w charakterze słuchacza Kursu Normalnego. Z dniem 1 listopada 1932, po ukończeniu kursu i otrzymaniu dyplomu naukowego oficera dyplomowanego, został przeniesiony do dowództwa 3 Dywizji Piechoty Legionów w Zamościu na stanowisko szefa sztabu. 27 czerwca 1935 awansował do stopnia podpułkownika ze starszeństwem z dniem 1 stycznia 1935 i 33. lokatą w korpusie oficerów piechoty. W listopadzie 1935 został mianowany dowódcą 1 Morskiego batalionu strzelców w Wejherowie. W marcu 1938 został przeniesiony na stanowisko zastępcy dowódcy 49 Huculskiego pułku strzelców w Kołomyi. Przeniesienie nastąpiło na wniosek Ministra Spraw Wojskowych, generała dywizji Tadeusza Kasprzyckiego, który zamierzał wykorzystać go w „akcji szlachty zagrodowej” w Małopolsce Wschodniej. Do jesieni 1938 pełnił obowiązki dowódcy pułku z uwagi na to, że wyznaczony równocześnie na to stanowisko podpułkownik Władysław Ziętkiewicz „czasowo został zatrzymany na funkcji w PUWFiPW”. We wrześniu i październiku 1938 był szefem sztabu Samodzielnej Grupy Operacyjnej „Śląsk”, która dokonała rewindykacji Zaolzia. Następnie z ramienia ówczesnego Ministra Spraw Zagranicznych Józefa Becka uczestniczył w rokowaniach z Czechosłowacją toczących się w Pradze. Do grudnia 1938, na wniosek Kazimierza Papée, brał udział w pracach Komisji Delimitacyjnej na odcinku morawsko-śląskim, jako jej przewodniczący. W okresie od grudnia 1938 do marca 1939 był słuchaczem kursu doskonalącego dla oficerów dyplomowanych przy Wyższej Szkole Wojennej w Warszawie. W międzyczasie, w styczniu 1939 w Warszawie, obowiązki dowódcy 49 Huculskiego pułku strzelców przekazał podpułkownikowi Karolowi Hodale. W trzeciej dekadzie marca 1939 został przydzielony do Inspektoratu Armii w Toruniu na stanowisko kwatermistrza Armii „Pomorze”. 1 sierpnia 1939 objął nowo utworzone stanowisko kwatermistrza w Dowództwie Okręgu Korpusu Nr VIII w Toruniu. W kampanii wrześniowej walczył na stanowisku kwatermistrza Armii „Pomorze”. Dostał się do niemieckiej niewoli. Przebywał w Oflagu VII A Murnau .
Po wojnie pozostał na emigracji. Mieszkał w Londynie, gdzie zmarł 2 sierpnia 1967.

## Ordery i odznaczenia
- Krzyż Srebrny Orderu Wojskowego Virtuti Militari nr 6599 – 17 maja 1922[10][11]
- Krzyż Niepodległości – 13 kwietnia 1931[12]
- Krzyż Kawalerski Orderu Odrodzenia Polski – 25 stycznia 1939[13]
- Krzyż Walecznych – czterokrotnie, po raz pierwszy w 1922[14]
- Złoty Krzyż Zasługi – 10 listopada 1928[15]